# Geryonidae
Ne doit pas être confondu avec Geryoniidae.
Famille
Les Geryonidae sont une famille de crabes. Elle comporte 38 espèces actuelles et huit fossiles dans cinq genres dont deux fossiles.

## Liste des genres
- Chaceon Manning & Holthuis, 1989
- Geryon Krøyer, 1837
- Zariquieyon Manning & Holthuis, 1989
- †Archaeogeryon Colosi, 1923
- †Archaeoplax Stimpson, 1863

## Référence
- Colosi, 1923 : Una specie fossile de Gerionide (Decapodi brachiuri). Bolettino della Societá dei Naturalisti in Napoli, ser. 2, vol. 15, n. 37, p. 248-255.